# SVV Scheveningen
El SVV Scheveningen es un equipo de fútbol neerlandés del barrio de Scheveningen en La Haya, provincia de Holanda Meridional. Actualmente juega en la Tweede Divisie, tercera división nacional.

## Historia
Fue fundado el 1 de julio de 1919 en el distrito de Scheveningen de La Haya en el café "Volksbelang" en Keizerstraat. En la reunión inaugural celebrada allí se decidió establecer una asociación de fútbol con el nombre SVV Scheveningen el 1 de julio de 1919. Inicialmente la asociación solo constaba de una sección aficionada, después de lo cual solo en 1946 se decidió iniciar también una sección semiprofesional. En 1954 se decidió en una accidentada reunión en la ya desaparecida sala Padro (Jurriaan Kokstraat 44) pasar al fútbol profesional junto con el Holland Sport y se registró en la asociación bajo el nombre de Scheveningen Holland Sport (SHS). Jugando en la Eredivisie se enfrentaron a clubes de primer nivel como AFC Ajax y Feyenoord, con miedo y temor visitando el Houtrust donde incluso habían logrado la clasificación a la Copa de Campeones de Europa 1955-56, pero declinaron participar y su lugar fue ocupado por el PSV Eindhoven. Esto duró 10 años después de lo cual se decidió en julio de 1964 dejar que la división amateur volviera a jugar bajo el nombre de SVV Scheveningen.
El departamento de fútbol profesional continuó bajo el nombre de "Holland Sport", se fusionó con ADO La Haya en 1971 y comenzó a jugar en el Zuiderpark bajo el nombre de FC Den Haag. La división amateur jugó a partir de 1970.

## Palmarés
- Campeón Nacional Aficionado: 1

1996
- Campeonato General de Sábado: 1

1996
- Copa Distrital Oeste III: 1

2000
- Hoofdklasse B: 1

2012